# چارلزتون (تنسی)
چارلزتون(به انگلیسی: Charleston) شهری در ایالت تنسی کشور ایالات متحده آمریکا است که جمعیت آن در سرشماری سال ۲۰۱۰ میلادی، ۶۵۱ نفر بوده‌است.